# Paulo Baier
Paulo César Baier (Ijuí, 25 de outubro de 1974) é um treinador e ex-futebolista brasileiro que atuava como meio-campista. Atualmente comanda o Hercílio Luz.
Quando jogador, tinha como principais características a armação de jogadas e a boa finalização, além de ser especialista em cobranças de bola parada.

## Carreira como jogador

### Início
Iniciou sua carreira nas categorias de base do São Luiz de Ijuí, Rio Grande do Sul, sendo chamado de Paulo César. Uma vez que residia no interior do município, mais especificamente na Linha 11, precisava pegar carona diariamente para comparecer aos treinos. Manteve esta rotina por aproximadamente quatro anos, quando então passou a residir nas precárias acomodações do referido clube.

### Pelotas e Criciúma
Ainda jogando como lateral-direito, depois de passar por alguns clubes de expressão do futebol brasileiro sem obter grande destaque, já pensava em largar o futebol quando foi jogar a Copa Sul-Minas de 2002 pelo Pelotas. No Rio Grande do Sul, Paulo César, como ainda era chamado, apresentou um grande desempenho e ganhou nova projeção para o mercado nacional. Após sua passagem pelo Pelotas, Paulo foi para o Criciúma, onde começou a ganhar projeção nacional e "mudou" de nome.
| “             | Quando eu cheguei ao Criciúma (aos 28 anos), já tinha um Paulo César lá. Começaram a me chamar de Paulo César Baier, que é o meu nome completo. Mas ficou muito longo. Surgiu o Paulo Baier. Gostei, pareceu mais forte. Já no Palmeiras (em 2006, aos 32 anos) fizeram um estudo, teve numerologia. E o resultado foi que o nome era melhor para mim. Então eu disse: “tá ótimo”. E Paulo Baier só tem um. | ” |
| — Paulo Baier | |   |

O jogador foi um dos destaques do Tigre na Série B, tendo grande atuação contra o Fortaleza no segundo jogo da final, realizado no dia 7 de dezembro. Ainda como lateral, Paulo Baier marcou três gols no jogo da volta, o Criciúma goleou por 4–1 e sagrou-se campeão da competição.

### Goiás e Palmeiras
Após duas grandes temporadas pelo time catarinense, ele foi para o Goiás e atingiu sua melhor fase, ficando assim conhecido nacionalmente como Paulo Baier. Seu sucesso lhe valeu um bom contrato com o Palmeiras, e o jogador foi contratado pelo Porco em dezembro de 2005.
No clube alviverde, mesmo com o desempenho ruim da equipe em 2006, o ainda lateral-direito conseguiu ser um dos destaques no pós-Copa do Mundo, quando o time conseguiu uma recuperação no Campeonato Brasileiro. Paulo Baier encerrou o ano como vice-artilheiro do clube na competição, com 10 gols marcados.
Já em 2007, com um bom começo de temporada, o jogador vinha aparecendo como um dos líderes do time no Campeonato Paulista. No entanto, incomodado com os salários e direitos de imagem atrasados, rescindiu seu contrato e deixou o clube em fevereiro.

### Retorno ao Goiás
Após acertar seu retorno ao Goiás em março de 2007, passou dois anos no seu antigo clube. Na última temporada, em 2008, foi um dos mais importantes jogadores do elenco, tendo completado 200 jogos com a camisa do Esmeraldino numa partida contra o Náutico, no Recife. Deixou sua marca no clube no dia 8 de agosto, quando foi o autor do milésimo gol do Goiás na história do Brasileirão. Na ocasião, o Alviverde venceu o Atlético Mineiro por 3–2 no Estádio Serra Dourada.

### Sport
Foi a principal contratação do Sport para a temporada de 2009, ano em que o clube disputaria a Copa Libertadores. Porém, após a eliminação para o Palmeiras nas oitavas de final, o meio-campista deixou o clube em junho.

### Atlético Paranaense
Paulo Baier foi anunciado como novo reforço do Atlético Paranaense no dia 4 de junho de 2009. Após reencontrar o bom futebol no Furacão, em 8 de novembro de 2010 tornou-se o maior artilheiro do Campeonato Brasileiro na era dos pontos corridos, fato que persistiu até 31 de maio de 2015, quando foi superado pelo centroavante Fred.
Ainda pelo Atlético, no dia 13 de novembro de 2013, contra seu ex-clube Criciúma, Paulo Baier marcou seu centésimo gol na era dos pontos corridos. Em dezembro, foi anunciado que o jogador não renovaria com o Furacão.

### Retorno ao Criciúma
O Criciúma acertou o retorno do meio-campista no dia 30 de dezembro para a temporada de 2014, sendo a terceira passagem de Paulo Baier pelo clube catarinense. Seu primeiro gol na volta ao Tigre Catarinense foi contra o Figueirense, na vitória por 1–0. Outra partida de destaque foi contra o Fluminense, que jogando no Estádio Heriberto Hülse, Paulo Baier marcou dois gols na vitória por 3–2.

### Ypiranga de Erechim

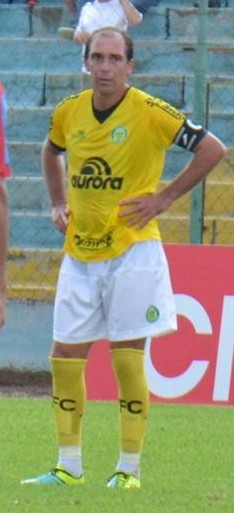
Paulo Baier pelo Ypiranga de Erechim em 2015

Em fevereiro de 2015, o jogador acertou com o Ypiranga de Erechim. Estreou no dia 11 de fevereiro, em jogo no Estádio Colosso da Lagoa, contra o Aimoré, marcando o segundo gol da vitória de 3–0. Encerrou sua passagem no Ypiranga com o terceiro lugar da primeira fase do Campeonato Gaúcho, marcando seis gols, sendo assim vice artilheiro do Gauchão ao lado de outros três jogadores, parando nas quartas de finais diante do Juventude de Caxias do Sul.

### Juventude
Depois de defender o Ypiranga no Campeonato Gaúcho, Paulo Baier seguiu no Rio Grande do Sul, acertando com o Juventude, seu 14º clube. O anúncio oficial ocorreu no dia 29 de abril, após os últimos detalhes da contratação serem fechados. O jogador estreou no dia 16 de maio, em jogo válido pela primeira rodada da Série C, contra o Brasil de Pelotas. O Juventude empatou em 1–1 e Paulo Baier deu a assistência para o gol de empate.

### Aposentadoria
Atuando pelo São Luiz de Ijuí, anunciou oficialmente sua aposentadoria no dia 5 de junho de 2016, após um empate em 0–0 contra a União Frederiquense, em jogo válido pela Divisão de Acesso do Campeonato Gaúcho.

## Artilheiro do Campeonato Brasileiro da Série A
Paulo Baier já foi o maior artilheiro da era dos pontos corridos do Campeonato Brasileiro, com 106 gols marcados. O meio-campista chegou ao centésimo gol no dia 13 de novembro de 2013, pelo Atlético Paranaense, numa derrota contra o Criciúma (seu ex-clube) por 2–1. Esta marca foi ultrapassada pelo atacante Fred no dia 31 de maio de 2015.

## Carreira como treinador
No início de 2017 quase iniciou sua carreira de treinador pelo Panambi, mas no dia seguinte desistiu de assumir a equipe.

### Toledo
Em junho de 2017 foi anunciado como treinador do Toledo, onde disputou a Taça FPF no segundo semestre e em dezembro assumiu a equipe profissional para a disputa do Campeonato Paranaense de 2018. O técnico conseguiu conduzir o time às quartas de final do estadual, onde foram eliminados pelo Atlético-PR.

### Próspera e Brusque
Em 1 de agosto de 2018, foi contratado pelo Próspera para comandar o clube na terceira divisão do Campeonato Catarinense, onde conquistou o acesso à série B do estadual e o título. Em 2019, foi contratado pelo Brusque para a disputa da elite do Campeonato Catarinense, mas foi demitido após comandar o time em três partidas, sem conseguir uma vitória.
Retornou ao Próspera em 2020 para dar continuidade ao projeto iniciado em 2018, com a missão de levar o clube à primeira divisão do estadual. Além do acesso, o treinador conquistou uma vaga na Série D de 2022.

### Criciúma
Foi anunciado pelo Criciúma no dia 5 de maio de 2021. Em outubro, após a primeira rodada da segunda fase do Brasileiro da Série C, Baier foi demitido. Ele comandou o Tigre em 19 partidas na competição, com nove vitórias, quatro empates e seis derrotas. Na Copa do Brasil, o retrospecto foi de uma vitória, dois empates e uma derrota.

### São José
Acertou com o São José no dia 14 de fevereiro de 2022, assumindo pela primeira vez um time do Rio Grande do Sul. Ficou na equipe até o final do Campeoanto Gaúcho, deixando o Zeca no dia 15 de março.

### Botafogo-SP
Foi contratado pelo Botafogo-SP no dia 23 de maio de 2022, chegando para comandar o clube na Série C. Após uma derrota por 2–1 para o São Bernardo, válida pelo Campeonato Paulista, Paulo Baier foi demitido no dia 21 de fevereiro de 2023. O treinador deixou o clube com 57,8% de aproveitamento, tendo obtido 18 vitórias, 11 derrotas e cinco empates. Neste período, conquistou o acesso à Série B do Brasileiro.

### Figueirense
Em 14 de junho de 2023, foi anunciado pelo Figueirense para a sequência da Série C do Campeonato Brasileiro. Depois de maus resultados na temporada, em especial uma eliminação na Copa Santa Catarina, Paulo Baier foi comunicado que não seguiria no clube para a temporada 2024.

## Estatísticas como jogador
| Clubes              | Temporada         | Campeonato nacional | Campeonato nacional | Copa nacional[a] | Copa nacional[a] | Competições continentais[b] | Competições continentais[b] | Outros torneios[c] | Outros torneios[c] | Total | Total |
| Clubes              | Temporada         | Jogos               | Gols                | Jogos            | Gols             | Jogos                       | Gols                        | Jogos              | Gols               | Jogos | Gols  |
| ------------------- | ----------------- | ------------------- | ------------------- | ---------------- | ---------------- | --------------------------- | --------------------------- | ------------------ | ------------------ | ----- | ----- |
| Goiás               | 2004              | 12                  | 15                  | 0                | 0                | 0                           | 0                           | 0                  | 0                  | 12    | 15    |
| Goiás               | 2005              | ?                   | ?                   | ?                | ?                | ?                           | ?                           | ?                  | ?                  | 60    | 7     |
| Goiás               | 2007              | 31                  | 13                  | 0                | 0                | 0                           | 0                           | 0                  | 0                  | 31    | 13    |
| Goiás               | 2008              | 29                  | 14                  | 0                | 0                | 0                           | 0                           | 0                  | 0                  | 29    | 14    |
| Goiás               | Total             | 72                  | 42                  | 0                | 0                | 0                           | 0                           | 0                  | 0                  | 132   | 49    |
| Palmeiras           | 2006              | 0                   | 0                   | 0                | 0                | 10                          | 0                           | 0                  | 0                  | 10    | 0     |
| Palmeiras           | 2007              | 0                   | 0                   | 0                | 0                | 0                           | 0                           | 0                  | 0                  | 0     | 0     |
| Palmeiras           | Total             | 0                   | 0                   | 0                | 0                | 10                          | 0                           | 0                  | 0                  | 10    | 0     |
| Sport               | 2009              | ?                   | ?                   | ?                | ?                | ?                           | ?                           | ?                  | ?                  | 19    | 7     |
| Sport               | Total             | ?                   | ?                   | ?                | ?                | ?                           | ?                           | ?                  | ?                  | 19    | 7     |
| Atlético Paranaense | 2009              | 29                  | 8                   | —                | —                | 1                           | 0                           | —                  | —                  | 30    | 8     |
| Atlético Paranaense | 2010              | 31                  | 10                  | 3                | 1                | —                           | —                           | —                  | —                  | 34    | 11    |
| Atlético Paranaense | 2011              | 22                  | 6                   | 5                | 3                | 0                           | 0                           | 17                 | 10                 | 44    | 19    |
| Atlético Paranaense | 2012              | 26                  | 8                   | 3                | 0                | —                           | —                           | 11                 | 5                  | 40    | 13    |
| Atlético Paranaense | 2013              | 25                  | 8                   | 7                | 4                | —                           | —                           | -                  | -                  | 32    | 12    |
| Atlético Paranaense | Total             | 133                 | 40                  | 18               | 8                | 1                           | 0                           | 28                 | 15                 | 180   | 63    |
| Cricíuma            | 2014              | 6                   | 3                   | 1                | 0                | 0                           | 0                           | 14                 | 5                  | 21    | 6     |
| Cricíuma            | Total             | 6                   | 3                   | 1                | 0                | 0                           | 0                           | 12                 | 4                  | 21    | 6     |
| Ypiranga            | 2015              | —                   | —                   | —                | —                | —                           | —                           | 9                  | 6                  | 9     | 6     |
| Ypiranga            | Total             | —                   | —                   | —                | —                | —                           | —                           | 9                  | 6                  | 9     | 6     |
| Juventude           | 2015              | 1                   | 0                   | —                | —                | —                           | —                           | —                  | —                  | 1     | 0     |
| Total na carreira   | Total na carreira | 211                 | 83                  | 19               | 8                | 11                          | 0                           | 50                 | 25                 | 370   | 131   |

- a. ^ Jogos da Copa do Brasil
- b. ^ Jogos da Copa Libertadores da América
- c. ^ Jogos do Campeonato Paranaense, Campeonato Catarinense e Campeonato Gaúcho

## Títulos como jogador
São Luiz
- Copa Galego: 1997

Criciúma
- Campeonato Catarinense: 1998
- Campeonato Brasileiro - Série B: 2002
- Taça Dr. Adilson Alexandre Simas: 2003

Vasco
- Torneio Rio-São Paulo: 1999

América-MG
- Copa Sul-Minas: 2000
- Campeonato Mineiro: 2001

Sport
- Campeonato Pernambucano: 2009

### Prêmios individuais
- Bola de Prata da Placar: 2004
- Prêmio Craque do Brasileirão: 2013

### Artilharias
- Campeonato Goiano de 2005: 12 gols
- 12º maior artilheiro do Campeonato Brasileiro na era de pontos corridos: 108 gols
- Vice-artilheiro do Campeonato Gaúcho de 2015: 6 gols

## Títulos como treinador
Próspera
- Campeonato Catarinense - Série C: 2018[44]
- Campeonato Catarinense - Série B: 2020[45]